# Elitloppet Consolation
Elitloppet Consolation, var ett travlopp som kördes åren 1963–1985 under Elitloppssöndagen, sista söndagen i maj på Solvalla i Stockholm. Loppet var ett tröstlopp för de hästar som deltagit i försöksloppen till Elitloppet men som inte lyckats kvala in till finalen.

## Upplägg och genomförande
Elitloppet Consolation kördes över samma distans som Elitloppets kval- och finalheat (1 600 meter - 1963 och 1964, 1 609 meter därefter). 1973 kördes inte loppet, på grund av att Elitloppet kördes som heatlopp.
1963 års prissumma var 6 000 kronor. Sista året loppet kördes (1985), var prissumman 40 000 kronor.

## Segrare[1]
| År   | Segrande häst     | Kusk                   | Tränare                | Tvåa             | Trea             | Tid              | Not.             |
| ---- | ----------------- | ---------------------- | ---------------------- | ---------------- | ---------------- | ---------------- | ---------------- |
| 1963 | Metro Star        | Karl-Gustav Holgersson | Karl-Gustav Holgersson | Merceno          | Niha             | 1.18,0           | [ 3 ] [ 4 ]      |
| 1964 | Locotime          | Ivar Kihlström         | Ivar Kihlström         | Prokaznik        | Apogej           | 1.17,7           | [ 5 ] [ 6 ]      |
| 1965 | Obok de Corcelle  | Olov Hansson           | Olov Hansson           | Merceno          | Heno de Sassy    | 1.18,1           | [ 7 ] [ 8 ]      |
| 1966 | Deep South        | Renzo Leoni            | Renzo Leoni            | Niha             | Julienne         | 1.18,3           | [ 9 ] [ 10 ]     |
| 1967 | Roc Wilkes        | Georges Malé           | Georges Malé           | Gavin            | Pecka Trickson   | 1.16,8           | [ 11 ] [ 12 ]    |
| 1968 | Castleton Belle   | Francesco Milani       | Francesco Milani       | Rodney Hill      | Xanthe           | 1.17,6           | [ 13 ] [ 14 ]    |
| 1969 | Be Sweet          | Johannes Frömming      | Johannes Frömming      | Xanthe           | Karina Axworthy  | 1.17,6           | [ 15 ] [ 16 ]    |
| 1970 | Tony M.           | Léopold Verroken       | Léopold Verroken       | Snapphanen       | Big Lama         | 1.16,3           | [ 17 ] [ 18 ]    |
| 1971 | Xanthe            | Rolf Regnér            | Robert Westergren      | Gladio           | Big Elma         | 1.18,1           | [ 17 ] [ 19 ]    |
| 1972 | Coachman          | Håkan Berger           | Håkan Berger           | Nu Bangsbo       | Fideel           | 1.18,3           | [ 20 ] [ 21 ]    |
| 1973 | Loppet kördes ej  | Loppet kördes ej       | Loppet kördes ej       | Loppet kördes ej | Loppet kördes ej | Loppet kördes ej | Loppet kördes ej |
| 1974 | Spartan Hanover   | Johannes Frömming      | Billy Haughton         | Udet Hanover     | Flush            | 1.16,0           | [ 22 ]           |
| 1975 | Jan Bunter        | Sören Nordin           | Sören Nordin           | Judy Song        | Chaco S.         | 1.18,6           | [ 23 ]           |
| 1976 | Keystone Pioneer  | Billy Haughton         | Billy Haughton         | Songflori        | Laura Rodney     | 1.15,8           | [ 24 ]           |
| 1977 | Duke Iran         | Stig H. Johansson      | Stig H. Johansson      | Petite Evander   | Dimitria         | 1.15,3           | [ 25 ]           |
| 1978 | Petite Evander    | Eddie Dunninghan       | Eddie Dunninghan       | Delfo            | Tarok            | 1.14,0           | [ 26 ]           |
| 1979 | Sugarbowl Hanover | Berndt Lindstedt       | Berndt Lindstedt       | The Last Hurrah  | Tarok            | 1.15,9           | [ 27 ]           |
| 1980 | Tarok             | Jörn Laursen           | Jörn Laursen           | Ex Lee           | Speed Expert     | 1.17,0           | [ 28 ]           |
| 1981 | Norine Hanover    | Bo W. Takter           | Bo W. Takter           | Keystone Patrol  | Ex Lee           | 1.14,3           | [ 29 ]           |
| 1982 | Keystone Patriot  | Veijo Heiskanen        | Antti Savolainen       | Bea B.           | Pamir Brodde     | 1.13,0           | [ 30 ]           |
| 1983 | Dartster F.       | Olle Hedin             | Olle Hedin             | Monquier         | E.O. Brunn       | 1.13,1           | [ 31 ]           |
| 1984 | Super Play        | Tommy Magnusson        | Tommy Magnusson        | Duenna           | Horns Hooter     | 1.15,1           | [ 32 ]           |
| 1985 | Matiné            | Johnny Takter          | Bo W. Takter           | Singing Clöving  | Quick Trip       | 1.13,5           | [ 33 ]           |